# تونی کویواستو
تونی کویواستو (فنلاندی: Toni Kuivasto؛ زادهٔ ۳۱ دسامبر ۱۹۷۵) بازیکن فوتبال اهل فنلاند بود.
از باشگاه‌هایی که در آن بازی کرده‌است می‌توان به باشگاه فوتبال هلسینکی، باشگاه فوتبال دیورگاردن، باشگاه فوتبال هاکا، باشگاه فوتبال ایلوس، باشگاه فوتبال میپا، و باشگاه فوتبال وایکینگ اشاره کرد.
وی همچنین در تیم‌های ملی فوتبال زیر ۲۱ سال فنلاند و فنلاند بازی کرده‌است.